# Powiat Kameda
Powiat Kameda (jap. 亀田郡 Kameda-gun) – powiat w Japonii, w prefekturze Hokkaido, w podprefekturze Oshima. W 2024 roku liczył 27 322 mieszkańców.

## Miejscowości
- Nanae